# Люгинское (сельское поселение)
Люгинское — упразднённое муниципальное образование со статусом сельского поселения в Можгинском районе Удмуртии Российской Федерации.
Административный центр — железнодорожная станция Люга.

## История
Статус и границы сельского поселения установлены законом Удмуртской Республики от 13 июля 2005 года № 41-РЗ «Об установлении границ муниципальных образований и наделении соответствующим статусом муниципальных образований на территории Можгинского района Удмуртской Республики».
Законом Удмуртской Республики от 8 апреля 2016 года № 20-РЗ, были преобразованы, путём их объединения, муниципальные образования Большепудгинское и Люгинское в новое МО Большепудгинское с административным центром в селе Большая Пудга.

## Население
| 2008 | 2010  | 2012  | 2013  | 2014  | 2015  | 2016  |
| ---- | ----- | ----- | ----- | ----- | ----- | ----- |
| 888  | ↗2065 | ↘2041 | ↘2024 | ↘2017 | ↘1991 | ↘1973 |

## Состав сельского поселения
| № | Населённый пункт | Тип населённого пункта                          | Население |
| - | ---------------- | ----------------------------------------------- | --------- |
| 1 | Дома 1016 км     | населённый пункт                                | ↗1        |
| 2 | Люга             | железнодорожная станция, административный центр | ↗2040     |